# Sint-Joriskerk (Hendrik-Kapelle)

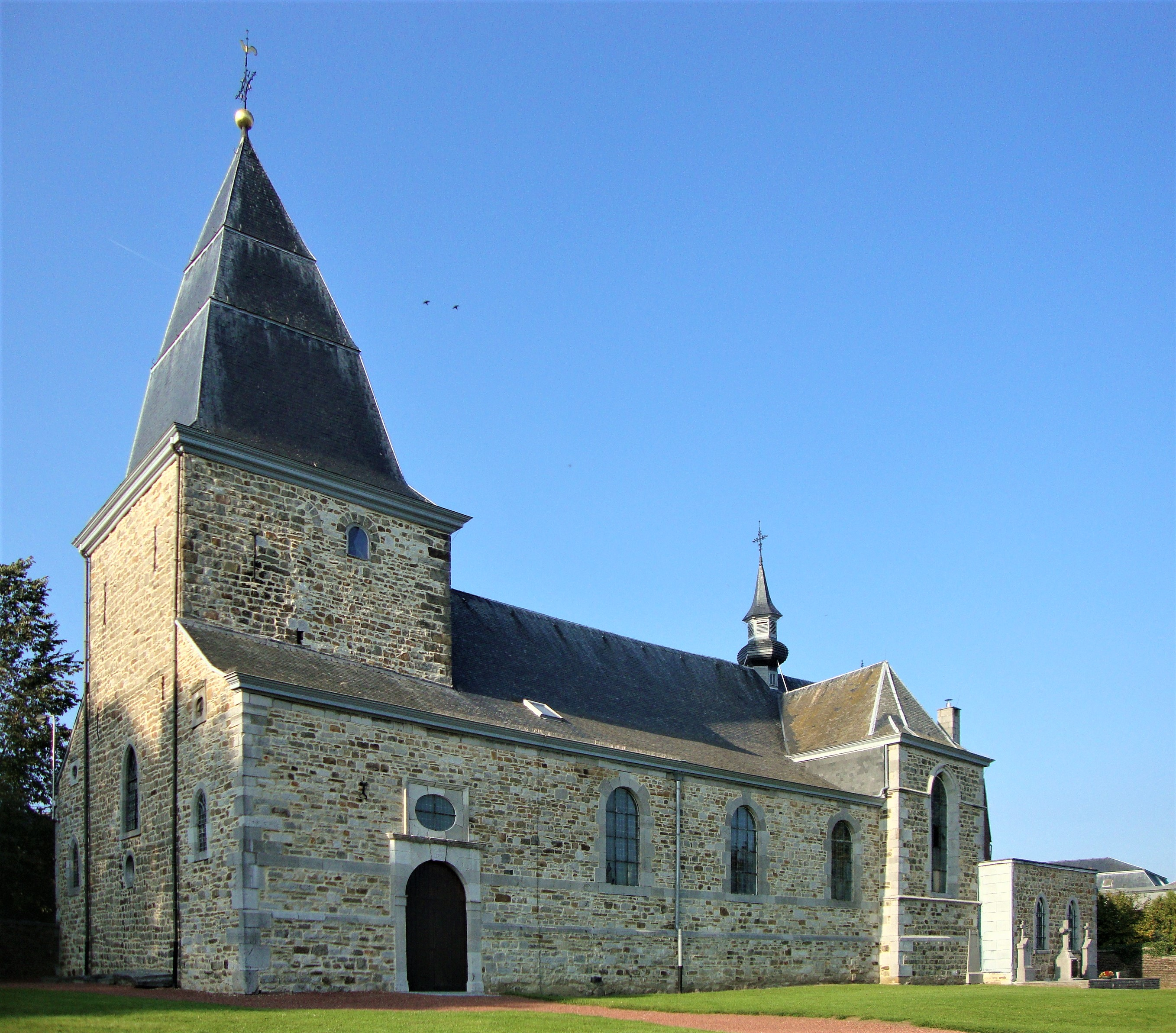
Sint-Joriskerk

De Sint-Joriskerk (Église Saint-Georges) is de parochiekerk van het tot de Belgische gemeente Welkenraedt behorende dorp Hendrik-Kapelle, gelegen aan Village.

## Geschiedenis
Het bouwwerk is uitgevoerd in breuksteen, met kalkstenen elementen. De zware vierkante toren is in Romaanse bouwstijl (12e-13e eeuw) en wordt geflankeerd door de verlengde zijbeuken. Het schip werd in 1718 voorzien van zijbeuken. Het gotisch transept en koor zijn van 1630. In 1968 werd het interieur aanzienlijk gewijzigd.

## Gebouw
Het chronogram haeC DoMUs oratlonls VoCabltUr op de sluitsteen van de noordelijke zijbeuk geeft het jaartal 1718 weer. Koor, transept en schip zijn voorzien van kruisribgewelven.
De scheibogen rusten op Toscaanse pilaren.

## Meubilair
Een gebeeldhouwde polychrome apostelbalk in het interieur van de kerk uit de 15e eeuw stelt Christus en de twaalf apostelen voor. Uit de eerste helft van de 18e eeuw is een beeld van Sint-Joris die de draak doodt.

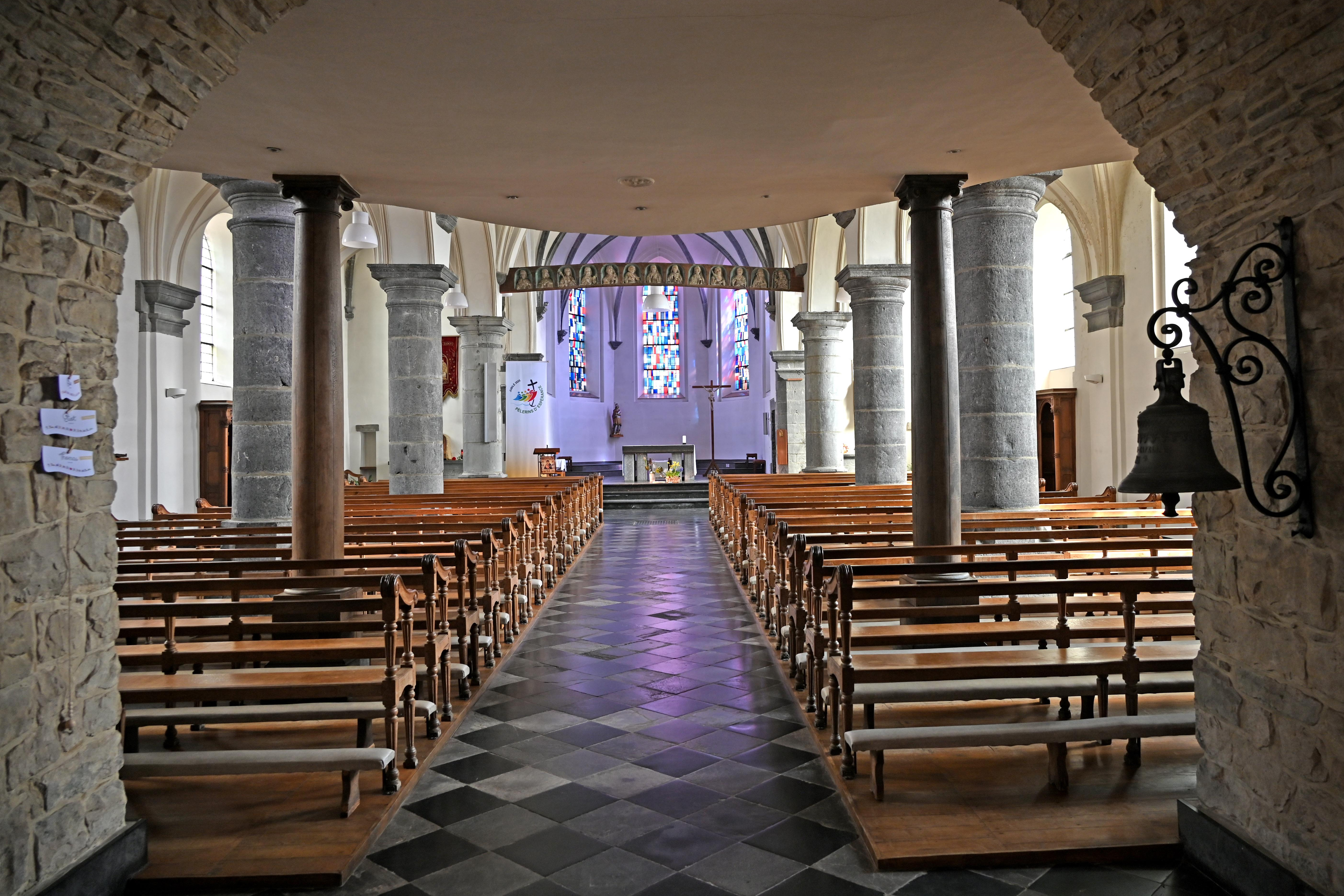
Interieur met zicht op het koor
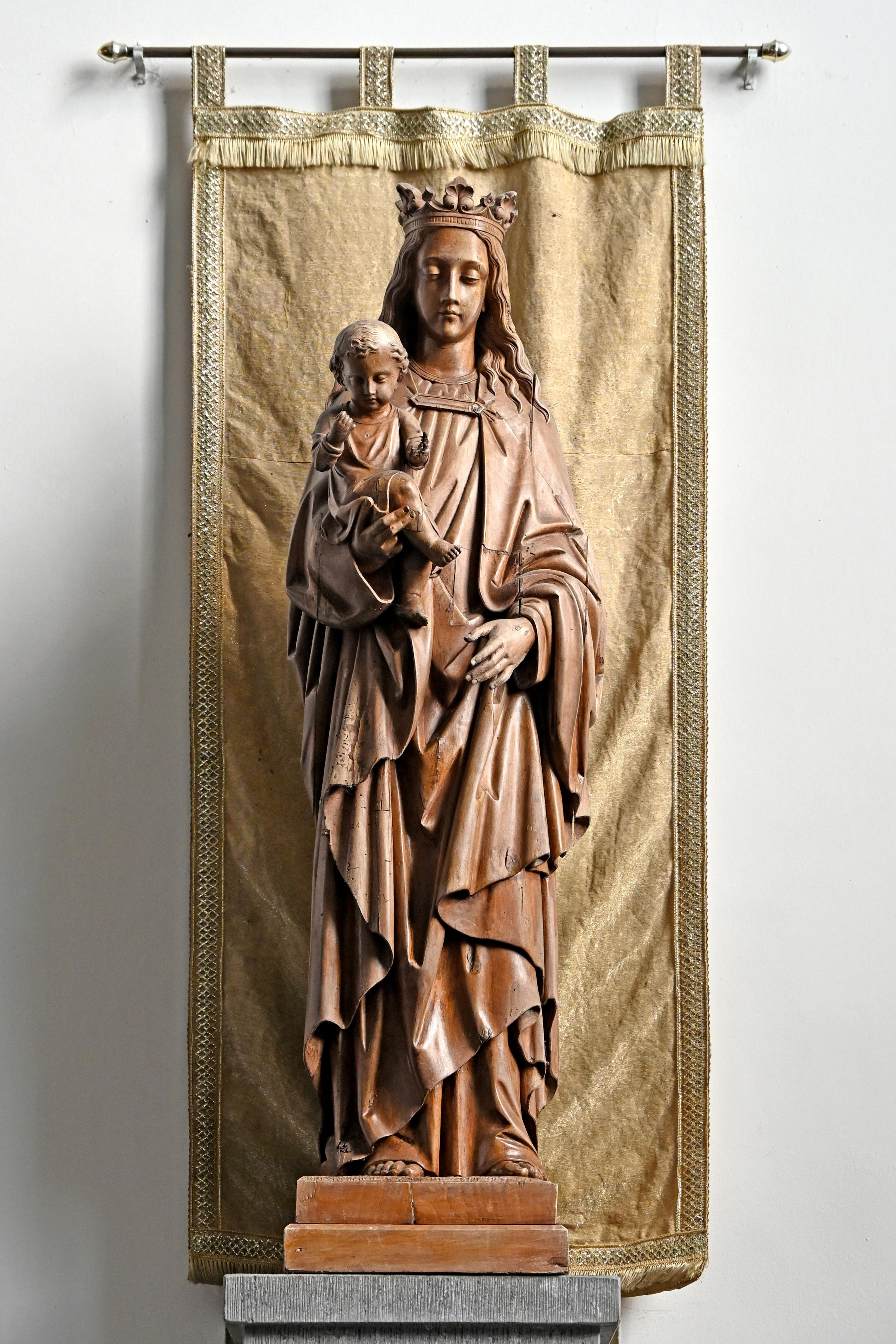
Madonna met Kind Jezus
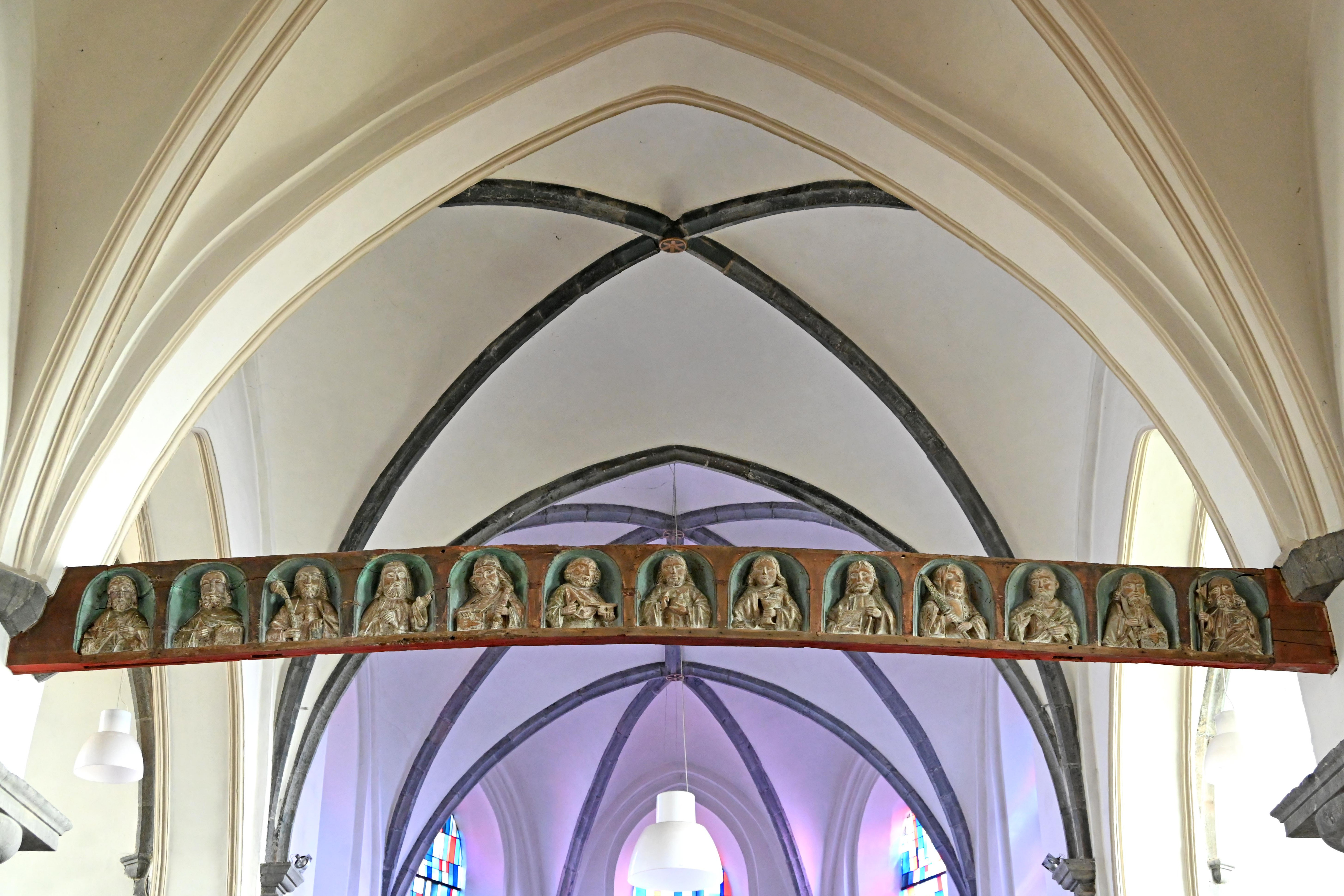
Tref voor het koor
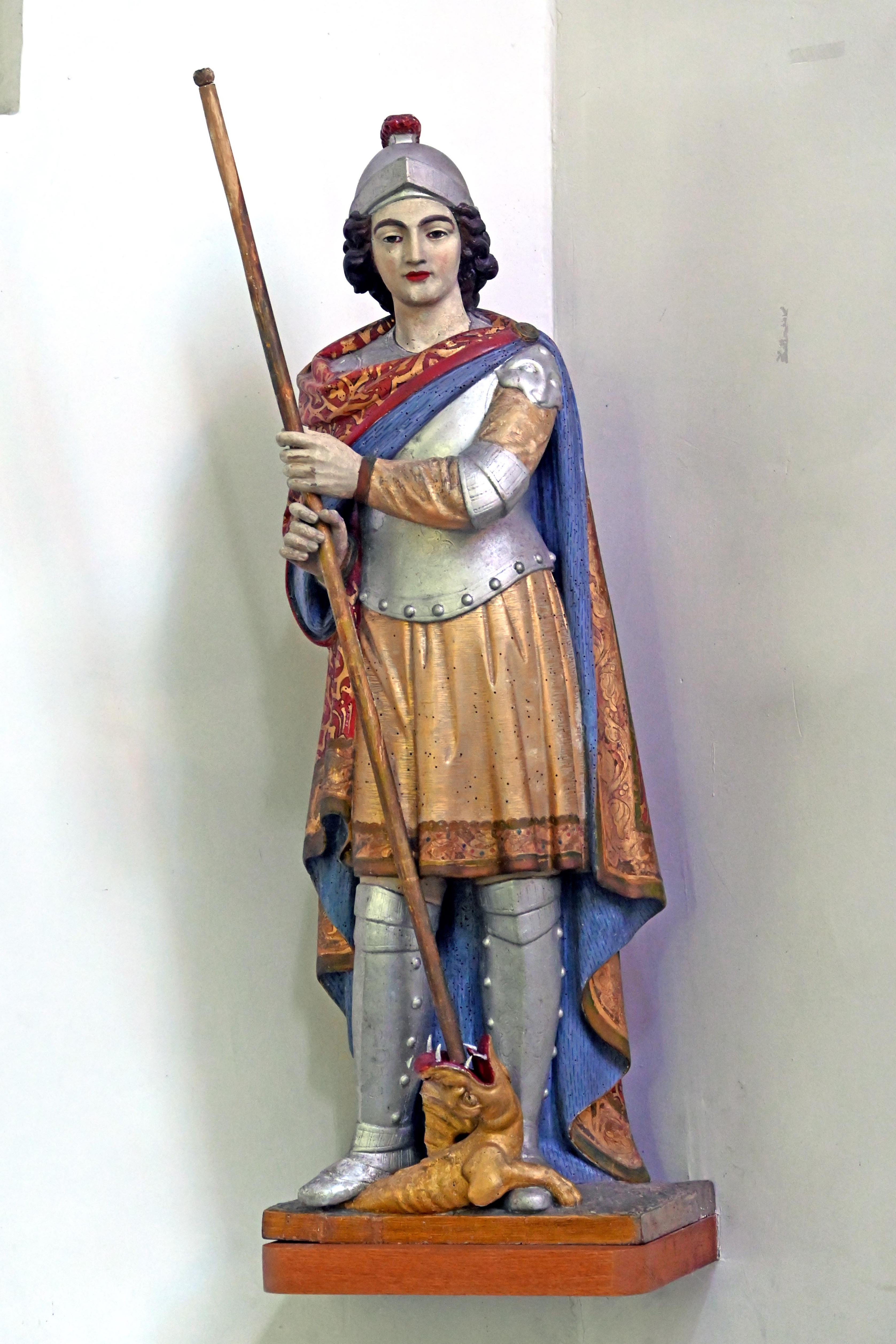
Beeld van Sint-Joris
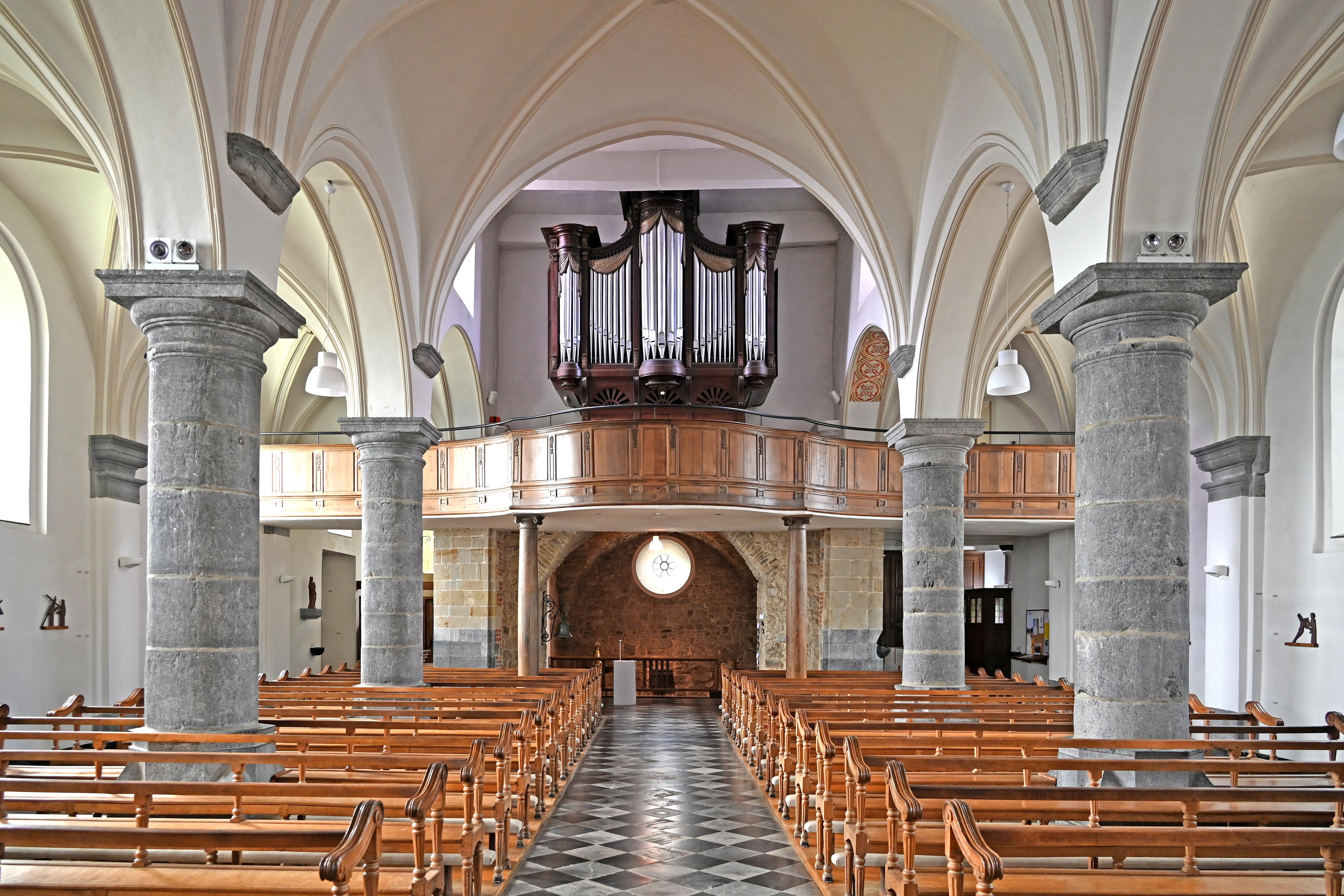
Interieur met zicht op de orgelzolder